# Highland Hills, Ohio
Highland Hills là một làng thuộc quận Cuyahoga, tiểu bang Ohio, Hoa Kỳ. Năm 2010, dân số của làng này là 1130 người.

## Dân số
- Dân số năm 2000: 1618 người.
- Dân số năm 2010: 1130 người.